# Eva Ryšavá
Eva Ryšavá, za svobodna Celbová (* 8. března 1975 v Náchodě), je bývalá česká volejbalistka a česká reprezentantka v plážovém volejbalu, mistryně Evropy v plážovém volejbalu z let 1996 a 1998, bronzová medailistka z mistrovství světa 2001, účastnice LOH 2000 (osmifinále) a LOH 2004 (osmifinále). V současnost je trenérkou volejbalu.
Dvanáct let byla její beachvolejbalovou partnerkou Soňa Nováková. V roce 2005 obě porodily dítě a v roce 2006 se znovu vrátily na beachvolejbalové kurty. V roce 2007 kvůli dalšímu mateřství Novákové vytvořila Ryšavá pár s Šárkou Nakládalovou, ovšem výsledkově se jim nedařilo, a tak sezónu dohrála s Terezou Petrovou. V roce 2008 plánovaly s Novákovou obnovení spolupráce s cílem kvalifikovat se na LOH 2008 do Pekingu, ale Ryšavé v tom zabránilo vleklé zranění kolene. Posléze ukončila aktivní kariéru.
V sezóně 2006/07 se s VK KP Brno stala vítězkou české extraligy. Následující sezónu hrála za VK KP Prostějov, ovšem v lednu 2008 si pochroumala koleno.
V září 2004 se v Olomouci provdala za dlouholetého přítele Jana Ryšavého. V červnu 2005 se jí narodil syn Jan.